# Neixiang
Neixiang  (en chino, 内乡; pinyin, Nèixiāng) es un condado  bajo la administración directa de la Prefectura Nanyang en la Provincia de Henan, República Popular China.  Su área es de 2304 km² y su población total para 2020 superó los 540 mil habitantes. 

## Administración
Desde enero de 2024, el  Condado Neixiang  se divide en 16 pueblos  administrados en 12 poblados y 4 villas .

## Toponimia
El topónimo Neixiang se compone de los sinogramas Nei (interior) y Xiang (villa).

## Historia
Durante la dinastía Shang, surgió el nombre "Xigu" (析谷) que se refería precisamente a esta zona montañosa del norte de Xixia (西峡 "cañón occidental"). En el año 636 aC, durante la dinastía Zhou surgió "Xiyi" (析邑 asentamiento Xi[gu]), perteneciente al Estado Chu. Sin embargo, debido a disputas territoriales "Xiyi" se movió repetidamente entre los estados Chu y Qin.
En el año 221 aC, Qin unificó China y renombró Xiyi (析邑) como Zhongxiang (中乡 villa centro) por su ubicación entre Beixiang (北乡 villa del norte) y Nanxiang (南乡 villa del sur). Sin embargo después de varios cambios Zhongxiang desapareció.
En el año 479 AD, durante la dinastía Qi del Sur, el  Condado Shunyang (顺阳) se renombró Nanxiang (南乡) y se estableció la Comandancia Xiyang (析阳郡).
Durante la dinastía Wei estableció la Comandancia de Xiuyang (修阳郡) en la parte norte de la Comandancia de Xiyang. Durante la dinastía Wei occidental, la Comandancia Xiuyang fue abolida, y el Condado Gaiyang (盖阳县) fue renombrado como Neixiang, y el nombre "Neixiang" comenzó a aparecer a partir de entonces. Sin embargo, durante el reinado del emperador Fei de la dinastía Wei Occidental (552), Neixiang pasó a llamarse Zhongxiang (中乡县 "villa central") , nombre que se mantuvo durante 16 años.
En el año 583 durante la dinastía Sui, para evitar el tabú que un lugar lleve el nombre de un gobernante, el de 
Yang Zhong (杨忠) padre de Wen, Zhongxiang pasó a llamarse Neixiang.